# Flying Teapot
Flying Teapot es el cuarto álbum de estudio de la banda anglo-francesa de rock psicodélico Gong. En la edición especial de Q Pink Floyd & The Story of Prog Rock, nombraron a Flying Teapot como el 35° álbum de su lista "40 Cosmic Rock Albums", lista que intenta reunir a los 40 mejores álbumes de rock progresivo.
Su nombre hace referencia a la analogía de la tetera de Russell. Este trabajo es la primera parte de Radio Gnome Invisible, una trilogía conceptual compuesta por Flying Teapot, Angel's Egg y You.

## Lista de canciones
| N.º | Título                                       | Duración |  |
| 1.  | «Radio Gnome Invisible»                      | 5:32     |  |
| 2.  | «Flying Teapot»                              | 11:51    |  |
| 3.  | «The Pot-Heads Pixies»                       | 3:02     |  |
| 4.  | «The Octave Doctors And The Crystal Machine» | 1:51     |  |
| 5.  | «Zero the Hero and the Witch's Spell»        | 9:37     |  |
| 6.  | «Witch's Song/I Am Your Pussy»               | 5:08     |  |

## Créditos

### Gong
- Daevid Allen – voz, guitarra
- Gilli Smyth – voz
- Tim Blake – teclados, voz
- Didier Malherbe – saxofón, flauta
- Steve Hillage – guitarra
- Christian Tritsch – guitarra
- Francis Moze – bajo, teclados
- Laurie Allan – batería
- Rachid Houari – percusión